# Maskulin Mixtape Vol. 3
 Maskulin Mixtape Vol. 3  ist ein Musikalbum des Labels Maskulin. Es wurde am 13. September 2013 in zwei Editionen veröffentlicht.
Zur Besetzung des Mixtapes gehört neben den Rappern Silla, Jihad, Animus, Fler und DJ Gan-G sowie der Sänger Francisco beim Refrain zu Hardcore.

## Inhalt
Das Mixtape behandelt mehrere Kategorien. So ist der Song Ich bin da für dich von Animus ein tiefgründiger Song. Der Song Money handelt dagegen von Erotik. Zudem ist die Fortsetzung des Songs Deutscha Bad Boy vorhanden, bei der der Refrain mit Hilfe von Auto-Tune bearbeitet wurde. Auf dem Mixtape befinden sich auch Battle-Tracks. Zwei Beispiele hierfür wären Dope und Schwarzes Tanktop. Bei letzterem wurde die Musik von I’m Ill verwendet. Außerdem basiert Schwarzes Tanktop auf einem Sample des Songs Zu Gangster von Fler, Silla und French Montana. Der Refrain zu Undercover Kanack wurde aus dem Lied Produkt der Umgebung von Fler und Jihad gesamplet. Auf dem Mixtape wird oft auf den sogenannten Hashtag-Flow zurückgegriffen.

## Hintergrund

Logo des Labels Maskulin

2011 veröffentlichte das Label Maskulin den ersten Labelsampler Maskulin Mixtape Vol. 1, der die Künstler des Labels sowie Fler, Label-Gründer Patrick Losensky präsentiert.
Es folgten die Alben Südberlin Maskulin II von Fler und Silla, Hinter blauen Augen und Blaues Blut von Fler, sowie Die Passion Whisky von Silla. Zwischenzeitlich wurde das Maskulin Mixtape Vol. 2 veröffentlicht. Im Juli 2013 wurde der Song High Hells, welcher von den Rappern Fler, Jihad und Animus aufgenommen wurde, von dem Regisseur Chris Macari verfilmt.

## Produktion
Die Scratches im Intro stammen von DJ Gan-G, die Musik größtenteils von den Produzenten Hijackers und Cubeatz, einzelne Beat sind von X-plosive, Joshimixu und JumpaBeatz. JumpaBeatz produzierte das Intro und Joshimixu Absolut Silla. Die Titel Hardcore und Panik in der Disco (Maskulin Remix) wurden von X-plosive produziert. Es wurde jedoch auch ein US-amerikanisches Sample benutzt. So nahm man bei Schwarzes Tanktop die Musik aus I’m Ill. Der Song Dope enthält ein Vokal-Sample im Refrain. Das Mastering der Lieder auf dem Album wurde in den USA von Brian Gardner durchgeführt.

## Titelliste
| #  | Titel                          | Interpret                      | Produzent  | Länge |
| -- | ------------------------------ | ------------------------------ | ---------- | ----- |
| 1  | Intro                          | DJ Gan-G & Fler                | JumpaBeatz | 1:32  |
| 2  | Maskulin Motivation            | Animus                         | JumpaBeatz | 1:25  |
| 3  | Hardcore                       | Fler, Animus, Silla, Francisco | X-plosive  | 3:18  |
| 4  | High Heels (Musikvideo)        | Fler, Jihad, Animus            | Hijackers  | 3:49  |
| 5  | Keine Rücksicht                | Animus                         | Cubeatz    | 3:16  |
| 6  | Dope                           | Fler, Silla, Jihad             | Hijackers  | 3:48  |
| 7  | Brainstorm                     | Fler, Jihad, Animus            | Hijackers  | 3:28  |
| 8  | Beastmode                      | Animus                         | Cubeatz    | 3:29  |
| 9  | Ich bin da für Dich            | Animus                         | Cubeatz    | 3:01  |
| 10 | Schwarzes Tanktop (Musikvideo) | Silla, Animus                  | Fler       | 3:02  |
| 11 | Absolut Silla                  | Silla                          | Joshimixu  | 3:06  |
| 12 | Undercover Kanack              | Jihad                          | Hijackers  | 3:14  |
| 13 | Money                          | Fler, Silla, Jihad             | Hijackers  | 3:59  |
| 14 | Deutscha Bad Boy 2013          | Fler                           | Hijackers  | 3:51  |
| 15 | Die schwerste Schlacht         | Animus                         | Cubeatz    | 2:53  |

Bonus-Song der Deluxe-Edition:
| #  | Titel                               | Interpret    | Produzent | Länge |
| -- | ----------------------------------- | ------------ | --------- | ----- |
| 16 | Panik in der Disco (Maskulin Remix) | Silla, Jihad | X-plosive | 4:16  |

+ Instrumentals und T-Shirt (Limited Edition)

## Cover
Das Cover zeigt die vier Rapper Silla, Jihad, Animus und Fler. In der Mitte des Covers ziehen sich die Schriftzüge Maskulin Mixtape Vol.3
und mixed by DJ Gan-G. Darunter befindet sich der Schriftzug Audio Anabolika Edition. Der äußere Rand des Covers ist mit Abbildungen von Dosen, die mit Anabolika-Tabletten gefüllt sind, dekoriert.

## Vermarktung
Am 23. Juli 2013 wurde der erste Teil einer Kurzfilmreihe auf YouTube hochgeladen. Der erste Kurzfilm zeigt neben Hörproben aus dem Mixtape auch Ausschnitte des Videodrehs in Paris sowie Aufnahmen hinter den Kulissen. Ein zweiter Teil folgte wenige Tage später. Der dritte Kurzfilm zeigt die Rapper Silla, Jihad, Fler und Animus beim Videodreh des Songs Panik in der Disco (Maskulin Remix) in Berlin. Das Musikvideo zum Song High Heels wurde am 11. August veröffentlicht. Es wurde von dem französischen Regisseur Chris Macari gedreht. Am 2. September 2013 wurde das Musikvideo auf YouTube veröffentlicht. Der Song, welcher von Silla und Animus
aufgenommen wurde, enthält im Refrain ein Sample aus dem Lied Zu Gangster des Albums Hinter blauen Augen. Die Musik des Songs stammt von dem Lied I’m Ill von Red Café. Im Musikvideo zu Schwarzes Tanktop sieht man die Rapper Silla, Animus und Jihad beim Basketball spielen, vor verschiedenen Autos sowie im Fitnessstudio. Bevor im Video der Song beginnt, werden im Video Ausschnitte von Fler in Monaco gezeigt. Wenige Tage vor der Veröffentlichung erschien ein Snippet zum Mixtape, welches Hörproben zu etlichen Songs präsentierte. Am 24. September 2013 traten Fler, Jihad, Silla und Animus bei dem Sender Joiz mit den Songs Hardcore und High Heels auf. Zudem wurde das Musikvideo zu High Heels und ein Fler-Auftritt mit dem Song Slumdog Millionair ausgestrahlt. Außerdem wurde der Song Hardcore auf dem Sender Sky Deutschland abgespielt. Am 21. Oktober 2013 erschien ein Teaser zum Musikvideo des Songs Panik in der Disco (Maskulin Remix) und Silla Panik in der Disco-Tour auf YouTube.

## Kritiken
Die Kritiken zu dem Maskulin Mixtape Vol. 3 fielen durchschnittlich bis positiv aus.
Bei Laut.de erhielt das Mixtape 4 von möglichen 5 Sternen.
Bei Rap.de bekam das Mixtape fünf von zehn Sternen.

## Chartplatzierungen
In der ersten Verkaufswoche gelangte das Mixtape in Deutschland und in Österreich auf Platz 8 und in der Schweiz auf Platz 9 der Albumcharts. In allen drei Ländern hielt es sich eine Woche lang in der Rangliste der 100 meistverkauften Alben. Das Lied Hardcore gelangte zudem durch starke Downloads in die iTunes-Charts.
| ChartsChartplatzierungen | Höchstplatzierung | Wochen |
| ------------------------ | ----------------- | ------ |
| Deutschland (GfK)        | 8 (1 Wo.)         | 1      |
| Österreich (Ö3)          | 8 (1 Wo.)         | 1      |
| Schweiz (IFPI)           | 9 (1 Wo.)         | 1      |